# Копор'є (селище при залізничній станції, Ленінградська область)
Копор'є (рос. Копорье) — селище залізничної станції у Ломоносовському районі Ленінградської області Російської Федерації.
Населення становить 77 осіб. Належить до муніципального утворення Копорське сільське поселення.

## Географія
Населений пункт розташований на західній околиці міста Санкт-Петербурга.

## Історія
Населений пункт розташований на історичній землі Іжорія.
Згідно із законом від 24 грудня 2004 року № 117-оз належить до муніципального утворення Копорське сільське поселення.

## Населення
| 2007 | 2010 |
| ---- | ---- |
| 38   | ↗77  |